# Antonio Betancort
Antonio Rodrigo Betancort Barrera (Las Palmas, 13 marzo 1937 – Las Palmas, 15 marzo 2015) è stato un calciatore spagnolo, di ruolo portiere.

## Carriera

### Club
Ha difeso per nove stagioni la porta del Real Madrid, col quale si è aggiudicato sei titoli nazionali, due coppa nazionali e la Coppa dei Campioni 1965-1966.
Si è aggiudicato per due edizioni 1964-1965 e 1966-1967 il Trofeo Zamora, riconoscimento assegnato al miglior portiere del campionato spagnolo.
Detiene tuttora (ex aequo con José Manuel Pesudo) il record di portiere meno battuto in un'edizione del campionato spagnolo, con 15 reti subite nella stagione 1966-1967.

### Nazionale
Nel 1965 ha collezionato due presenze con la Nazionale spagnola. È stato inoltre convocato per il campionato mondiale del 1966, senza però mai scendere in campo.

## Palmarès

### Club

#### Competizioni nazionali
- Campionato spagnolo: 6

Real Madrid: 1961-1962, 1963-1964, 1964-1965, 1966-1967, 1967-1968, 1968-1969
- Coppa di Spagna: 2

Real Madrid: 1961-1962, 1969-1970

#### Competizioni internazionali
- Coppa dei Campioni: 1

Real Madrid: 1965-1966